# Cernivske, Hluhiv
Cernivske (în ucraineană Чернівське) este un sat în așezarea urbană Șalîhîne din raionul Hluhiv, regiunea Sumî, Ucraina.

## Demografie
Componența lingvistică a localității Cernivske
     Rusă (66,67%)
     Ucraineană (33,33%)
Conform recensământului din 2001, majoritatea populației localității Cernivske era vorbitoare de rusă (66,67%), existând în minoritate și vorbitori de ucraineană (33,33%).